# Exogén
Az exogén görög eredetű szó, jelentése magyarul kívülről eredő, kívülről származó. Mint jelzőt, ezt a szót gyakran ellentétként használják az endogénnel szemben, ami viszont valaminek (pl. szervezetnek) a belsejéből eredő dolgokra vonatkozik.

## A szó eredete
Görög eredetű összetett szó, az exo- előtag és a gén utótagból.
Az exo- előtag (előfordul egzo- alakban is). A vele összetett fogalomnak valamilyen külső megjelenését jelzi: magyarul kül-, külső-, kívüli részekkel fordítható le.
A -gén utótag működést, keletkezést jelent.

## Példák

### A biológiában
- Az "exogén" jelentése a biológiában : külső eredetű, külső hatásra bekövetkező. Pl. exogén származásúak a növényeknek azok a tagjai, amelyek valamely rész felületi sejtjeiből fejlődnek.

### A geológiában
Az "exogén" jelentése a geológiában: a földkéregre, felszínre kívülről ható, illetve a földfelszínről származó

### A közgazdaságtanban
Az "exogén" jelentése a közgazdaságtanban: exogén változók a modell bemeneti (input) változói: ezeket a modell adottságként kezeli, vagyis nem vizsgálja őket. Az exogén változók empirikus adatokból, vagy akár egy másik modellből származhatnak.